# Cryptolestes cornutus
Cryptolestes cornutus là một loài bọ cánh cứng trong họ Laemophloeidae. Loài này được Thomas & Zimmerman miêu tả khoa học năm 1989.